# 眼虫门
眼蟲門（學名：Euglenozoa）是一群鞭毛生物。這些生物兼有叶绿素和眼点，兼有动物和植物的特性。在植物学、藻类学中称为“裸藻”，而在原生动物学中称为“眼虫”。因此，眼虫门也称作裸藻门（Euglenophyta）。他們有一些的自由生活物種的品種，以及一些寄生蟲，其中一些會感染人類。 主要有兩個綱，眼虫纲和動質體綱。 眼蟲門是單細胞，大多是圍繞在15-40微米大小，但一些眼虫纲會長到500微米長。

## 下属分类
本门包括以下纲：
- Bodonophyceae
- Diplonemea
- Entosiphonea
- 眼虫纲 Euglenoidea
- 动质体纲 Kinetoplastea
- Peranemea
- Ploeotarea
- Postgaardea
- Stavomonadea

归入本属的物种：
- Karotomorpha Travis, 1934